# Jamelão
Jamelão   (Rio de Janeiro, 12 de maig de 1913 - Rio de Janeiro, 14 de juny de 2008) va ser un cantant i compositor brasiler de l'escola de samba Mangueira. Nascut l'any 1913 al barri Carioca de Corcundinha, va passar la seva joventut, però, al barri d'Engenho Novo. Al cap d'uns anys, comença a treballar per mantenir la família; en aquest període va descobrir l'escola de samba Estação Primeira de Mangueira, i més tard es va convertir en un dels seus principals intèrprets. Després va passar al cavaquinho, trobant feina a la ràdio i a les discoteques. La consagració arriba com a cantant de samba. El 2006 va començar a tenir problemes de salut i es va allunyar dels escenaris declarant: No sé quan tornaré, però no estic trist. Va morir la matinada del 14 de juny de 2008, a l'edat de 95 anys.

## Discografia
- (2003) Cada vez melhor • Obi Music • CD
- (2001) Escolas de Samba no Dia da Cultura • CD
- (2000) Por força do hábito • Som Livre • CD
- (1997) A voz do samba • CD
- (1994) Minhas andanças • RGE • LP
- (1987) Recantando mágoas-Lupi, a dor e eu • Continental • LP
- (1984) Mangueira, a super campeã • Continental • LP
- (1980) Jamelão • Continental • LP
- (1977) Folha morta • Continental • LP
- (1975) Jamelão • Continental • LP
- (1975) Samba-enredo-sucessos antológicos • Continental • LP
- (1974) Jamelão • Continental • LP
- (1974) Os melhores sambas enredos 75 • Continental • LP
- (1973) Jamelão • Continental • LP
- (1972) Jamelão interpreta Lupicínio Rodrigues • Continental • LP
- (1970) Jamelão • Continental • LP
- (1969) Cuidado moço • RCA Victor • LP
- (1964) Torre de Babel/Feioso e pobre • Continental • 78
- (1963) Horinha certa/Eu agora sou feliz • Continental • 78
- (1963) Reza/Não adianta • Continental • 78
- (1963) Fim de jornada/Foi assim • Continental • 78
- (1963) Velinha acesa/Eu não quero vacilar • Continental • 78
- (1963) Estamos em paz/Voa meu passarinho • Continental • 78
- (1963) Sambas para todo gosto • Continental • LP
- (1962) A marron do Leblon/Você é gelo • Continental • 78
- (1962) Jamelão canta para enamorados • Continental • LP
- (1961) Amor de mãe/Valsinha da mamãe • Continental • 78
- (1961) Meu barracão de zinco/Vou fugir de mim • Continental • 78
- (1961) Mais do que amor/Qual o quê! • Continental • 78
- (1961) Foi brinquedo/Só meu coração • Continental • 78
- (1961) Dia de pierrô/Linguagem do morro • Continental • 78
- (1961) Jamelão e os sambas mais • Continental • LP
- (1960) Não importa/O grande presidente • Continenta • 78
- (1960) Exemplo/Jajá na Gambõa • Continenta • 78
- (1960) Solidão/Decisão • Continenta • 78
- (1960) Deixei de sofrer/Eu não sou Deus • Continenta • 78
- (1960) Desfile de Campeãs-Jamelão e Escolas de Samba • Continental • LP
- (1959) Ela disse-me assim/Esquina da saudade • Continenta • 78
- (1959) Três amores/Há sempre uma que fica • Continenta • 78
- (1959) O samba é bom assim/Esta melodia • Continenta • 78
- (1959) Fechei a porta/Perdi você • Continenta • 78
- (1959) O samba é bom assim-a boite e o morro na voz de Jamelão • Continental • LP
- (1958) Grande Deus/Frases de um coração • Continental • 78
- (1958) Nem te lembras/Ela está presente • Continental • 78
- (1958) Saudade que mata/Serenata de pierrô • Continental • 78
- (1958) Guarde seu conselho • Continental • 78
- (1958) O samba em Noite de Gala • Continental • LP
- (1958) Escolas de Samba • Continental • LP
- (1957) Moleza/Eu hein, Dolores • Continental • 78
- (1957) Timbó/Pense em mim • Continental • 78
- (1957) Quem mandou/Como ela é boa • Continental • 78
- (1957) Não quero mais/Não tenho ninguém • Continental • 78
- (1956) Cansado de sofrer/Mirando-te • Continental • 78
- (1956) Folha morta/Dengosa • Continental • 78
- (1956) Definição • Continental • 78
- (1956) Vida de circo/Confiança • Continental • 78
- (1955) Bica nova/Se parar esfria • Continental • 78
- (1955) Ogum General de Umbanda/Enconsta o carro (Gírias cariocas) • Continental • 78
- (1955) Corinthians, campeão do centenário/Oração de um rubro negro • Continental • 78
- (1955) Exaltação à Mangueira/Lá vou eu • Continental • 78
- (1955) Eu não mandei/Castigo do céu • Continental • 78
- (1954) Sem teu amor/O caçador de preá • Sinter • 78
- (1954) Alta noite/A cegonha mandou • Sinter • 78
- (1954) Leviana/Deixa de moda • Continental • 78
- (1953) Acabei entrando bem/Vem cá mulata • Sinter • 78
- (1953) Eu não poderei/Deixa amanhecer • Sinter • 78
- (1953) Seu deputado/Voltei ao meu lugar • Sinter • 78
- (1952) Só apanho resfriado/Você vai...eu não • Sinter • 78
- (1952) Eu vou partir/Mora no assunto • Sinter • 78
- (1951) Falso pirata/Lá vem você • Odeon • 78
- (1951) Casinha da colina/Voltei ao meu lugar • Odeon • 78
- (1951) Torei o pau/Onde vai sinhazinha • Odeon • 78
- (1950) Pancho Vila/Este é o maior • Odeon • 78
- (1950) Capitão da mata/Já vi tudo • Odeon • 78
- (1950) Pai Joaquim/Siá Mariquinha • Odeon • 78
- (1950) Pirarucu/Duque de Caxias • Odeon • 78
- (1949) A giboia comeu/Pensando nela • Odeon • 78